# Tadeusz Pasierbiński
Tadeusz Mariusz Pasierbiński (ur. 1932, zm. 2005) – polski reporter, zajmujący się Afryką, a w latach 90. europejskimi i innymi monarchiami. Często poruszał temat zachodnich najemników na wojnach afrykańskich (np. w książce Zatruty szlak „Dzikich Gęsi”).
W latach 50. pracował w „Życiu Warszawy”. Dziennikarz działu zagranicznego tygodnika „Polityka”. W latach 70. publikował w miesięczniku „Kontynenty”. Zdobył nagrodę Polskiego Klubu Publicystyki Międzynarodowej Stowarzyszenia Dziennikarzy RP w 2003 roku za swoją ostatnią książkę.

## Książki
- Afryka niepodległa (1964)
- Wielka nadzieja Afryki: afrykański ruch zawodowy (1965)
- Afryka i generałowie (1966)
- Zakazany owoc: gwinejskie poszukiwania (1966)
- Śmierć w technikolorze (1969)
- Zmierzch talizmanów: malijskie poszukiwania (1969)
- Kongo – nie tylko tam-tamy (1970)
- Z bronią w ręku (1971)
- Daleko od Pól Elizejskich (1972)
- Chiny i Afryka (1974)
- Congo oyé! Ludowa Republika Konga (1974)
- Operacja „Lampart” (1980)
- Zatruty szlak „Dzikich Gęsi” (1985)
- Miłość czy tron: blaski i cienie europejskich dworów (1994)
- Blaski i cienie europejskich dworów (1996)
- Być królem (1996)
- Monarchie świata: poczet rodów królewskich i książęcych (2002)